# Estádio Municipal Agenor Pereira dos Santos
Estádio Municipal Agenor Pereira dos Santos é um estádio de futebol da cidade de Acajutiba, no estado brasileiro da Bahia. Possui capacidade para 5 mil espectadores. É o mando de campo do Acajutiba Futebol Clube.